# Steven Erickson
Steven Erickson, né le 14 août 1961 à Minneapolis, est un skipper américain.

## Carrière
Steven Erickson Buchan participe aux Jeux olympiques de 1984 à Los Angeles et remporte la médaille d'or dans l'épreuve du Star.